# Gia Lujuria
Gia Lujuria (Lima, 1989) é uma escritora e artista performática peruana transgênero. Sua escrita oscila entre a narrativa, focada na construção da memória trans no Peru, e a poesia. Seu trabalho performático abrange modelagem, performance artística, cosplay e drag queen. Ela também é promotora da Casa de Lujuria. Foi responsável pelo clube de leitura do Terceiro Curso de Literatura LGTB+ peruana, organizado por Crónicas de la Diversidad, onde foram revisados textos fundamentais como Duque de José Diez Canseco, Confesiones de Dorish Dam de Delia Colmenares Herrera, Os Inocentes de Oswaldo Reynoso, El Segundo de José María Arguedas, Antologia Poética de Gretel Warmicha, entre outras propostas.

## Biografia
Gia Lujuria é colunista da revista digital peruana Crónicas de la diversidad. Além disso, já foi protagonista de diversos curtas-metragens. Em 2022 participou do “Marifrunci, Antologia do Festival de Poesia Sudaka Marica, Machorra, Trava, Cuir”, realizado na Bolívia. Em 2023, junto com Ana Karina Barandiarán e Álvaro Acosta, formou o júri dos Prêmios GIO.

## Literatura
- Quarto escuro (2018)
- As exploradoras da lua (2021)
- Lucifer e os 8 pekados kapitales (2022)

## Filmografia
- Lima is burning (2018), papel protagónico.
- Com amor, Angellina e Emilia (2021), papel protagónico.
- Encerradxs (2021), papel protagónico.

## Entrevistas
- Encerradxs. Uma história de ficção produzida e dirigida por Juka (2021). Com Gia Lujuria[3]
- Divina pecadora. Entrevista a Gia Lujuria (2023). Com Alexandra Arana Blas[4]